# 魔法って言っていいかな?
「魔法って言っていいかな?」は、日本のアーティスト、平井堅の40枚目のシングル。2016年6月22日にアリオラジャパンから発売された。

## 概要
前作から約1カ月でリリースされた通算40枚目となるシングル。通常盤と初回生産限定盤の2種での発売で、初回生産限定盤は紙ジャケ仕様となっている。
6月22日のCD発売に先駆けて6月3日から先行配信が開始され、ベスト3入りを継続するヒットを記録。その後、iTunes、レコチョク、mora、music.jpといった主要配信サイトでランキング1位を獲得して4冠に輝いた。iTunesでは2週連続1位を獲得以降も7週連続で週間ベスト10入りのロングヒットを記録した。
表題曲の「魔法って言っていいかな?」は平井のヴォーカルと長岡亮介（ペトロールズ）によるアコースティックギターのみで構成されたシンプルなサウンドのバラードで、綾瀬はるか出演のパナソニックのデジタル一眼レフカメラ「LUMIX GX7 MarkII」のテレビCMソングに起用され、平井自身もシリーズ2本目のCMに出演して綾瀬と共演している。

## 収録曲
| 全作詞・作曲: 平井堅。 |                                          |        |            |                     |      |
| #                      | タイトル                                 | 作詞   | 作曲・編曲 | 編曲                | 時間 |
| 1.                     | 「魔法って言っていいかな?」              | 平井堅 | 平井堅     | 長岡亮介            | 4:02 |
| 2.                     | 「I'm your dog」                         | 平井堅 | 平井堅     | 田中直              | 3:01 |
| 3.                     | 「Plus One (KSUKE Remix)」               | 平井堅 | 平井堅     | KSUKE（リミックス） | 3:22 |
| 4.                     | 「魔法って言っていいかな? -less vocal-」 | 平井堅 | 平井堅     | 長岡亮介            | 4:00 |